# Очікувана величина вимірювання (квантова механіка)
Очі́кувана величина́ вимірювання — очікуване ймовірнісне значення результату експерименту з вимірювання в квантовій механіці. Можна розглядати як середнє значення всіх можливих результатів вимірювання, зважене за їх імовірністю, і, як таке, воно не є «найбільш» імовірним значенням вимірювання; дійсно, очікуване значення може мати нульову ймовірність виникнення (наприклад, вимірювання, які можуть давати тільки цілі значення, можуть мати нецілочисельне середнє значення). Є фундаментальним поняттям у всіх галузях квантової фізики.

## Популярне визначення
Розглянемо оператор {\displaystyle A}. Тоді очікувана величина дорівнює: {\displaystyle \langle A\rangle =\langle \psi |A|\psi \rangle } в позначеннях Дірака, де {\displaystyle |\psi \rangle } нормалізований вектор стану.

## Математичний апарат
У квантовій теорії початкові умови експерименту з вимірювання описуються спостережуваною {\displaystyle A}, що підлягає вимірюванню, та станом {\displaystyle \sigma } системи. Очікувану величину {\displaystyle A} в стані {\displaystyle \sigma } позначають як {\displaystyle \langle A\rangle _{\sigma }}. Математично, {\displaystyle A} є самоспряженим оператором у гільбертовому просторі.

У найчастіше використовуваному випадку квантової механіки, {\displaystyle \sigma } є чистим станом, що описується нормалізованим вектором {\displaystyle \psi } у гільбертовому просторі. Очікувану величину вимірювання {\displaystyle A} в стані {\displaystyle \psi } визначено як:

| {\displaystyle \langle A\rangle _{\psi }=\langle \psi \|A\|\psi \rangle .} | \| \| \| \| \| \| \| \| | (1) |
|                                                                            |                         |     |
|                                                                            |                         |     |
Якщо розглядається динаміка, то приймається, що вектор {\displaystyle \psi }, або оператор {\displaystyle A} залежить від часу, залежно від цього, використовується картина Шредінгера або картина Гейзенберга. Однак еволюція очікуваного значення залежить від цього вибору.

Якщо {\displaystyle A} має повний набір власних векторів {\displaystyle \phi _{j}}, із власними значеннями {\displaystyle a_{j}}, то (1) можна виразии як

| {\displaystyle \langle A\rangle _{\psi }=\sum _{j}a_{j}\|\langle \psi \|\phi _{j}\rangle \|^{2}.} | \| \| \| \| \| \| \| \| | (2) |
|                                                                                                   |                         |     |
|                                                                                                   |                         |     |
Цей вираз схожий на середнє арифметичне та ілюструє фізичний зміст математичного формалізму: власні значення {\displaystyle a_{j}} є можливими результатами експерименту з вимірювання, та відповідний їм коефіцієнт {\displaystyle |\langle \psi |\phi _{j}\rangle |^{2}} — це ймовірність того, що цей результат буде отримано; його часто називають ймовірністю переходу.

Особливо простий випадок виникає, коли {\displaystyle A} є проєкцією і, отже, має лише власні значення 0 і 1. Це фізично відповідає типу експерименту «так-ні». У цьому випадку очікуване значення — це ймовірність того, що експеримент приведе до «1», і його можна обчислити як

| {\displaystyle \langle A\rangle _{\psi }=\\|A\|\psi \rangle \\|^{2}.} | \| \| \| \| \| \| \| \| | (3) |
|                                                                       |                         |     |
|                                                                       |                         |     |
У квантовій теорії оператор також може мати недискретний спектр, такий як оператор координати {\displaystyle X} у квантовій механіці. Цей оператор має повністю неперервний спектр, зі власними значеннями та власними векторами, що залежать від неперервного параметра {\displaystyle x}. Зокрема, оператор {\displaystyle X} діє на просторовий вектор {\displaystyle |x\rangle } як {\displaystyle X|x\rangle =x|x\rangle }.
У цьому випадку вектор {\displaystyle \psi } можна записати як комплекснозначну функцію {\displaystyle \psi (x)} на спектрі {\displaystyle X} (зазвичай реальна лінія). Формально це досягається проєктуванням вектора стану {\displaystyle |\psi \rangle } на власні значення оператора, як у дискретному випадку {\textstyle \psi (x)\equiv \langle x|\psi \rangle }. Трапляється, що власні вектори позиційного оператора утворюють повний базис для векторного простору станів і, отже, підпорядковуються рівнянню замикання:{\displaystyle \int |x\rangle \langle x|\,dx\equiv \mathbb {I} }Викладене вище можна використати для отримання загального інтегрального виразу для очікуваного значення (4) шляхом вставлення ідентифікаторів у векторний вираз очікуваного значення, а потім розширення на основі позиції:{\displaystyle {\begin{aligned}\langle X\rangle _{\psi }&=\langle \psi |X|\psi \rangle =\langle \psi |\mathbb {I} X\mathbb {I} |\psi \rangle =\iint \langle \psi |x\rangle \langle x|X|x'\rangle \langle x'|\psi \rangle dx\ dx'\\&=\iint \langle x|\psi \rangle ^{*}x'\langle x|x'\rangle \langle x'|\psi \rangle dx\ dx'=\iint \langle x|\psi \rangle ^{*}x'\delta (x-x')\langle x'|\psi \rangle dx\ dx'\\&=\int \psi (x)^{*}x\psi (x)dx=\int x\psi (x)^{*}\psi (x)dx=\int x|\psi (x)|^{2}dx\end{aligned}}}Де умова ортонормованості базисних векторів координат {\displaystyle \langle x|x'\rangle =\delta (x-x')} зменшує подвійний інтеграл до одного інтеграла. В останньому рядку використовується модуль комплексної функції для заміни {\displaystyle \psi ^{*}\psi } на {\displaystyle |\psi |^{2}}, що є звичайною заміною в квантово-механічних інтегралах.

Потім можна вказати очікуване значення, де {\displaystyle x} необмежене, у вигляді формули:

| {\displaystyle \langle X\rangle _{\psi }=\int _{-\infty }^{\infty }\,x\,\|\psi (x)\|^{2}\,dx.} | \| \| \| \| \| \| \| \| | (4) |
|                                                                                                |                         |     |
|                                                                                                |                         |     |
Аналогічна формула справедлива для оператора імпульсу {\displaystyle P} у системах, де він має неперервний спектр.
Усі наведені вище формули дійсні лише чистих станів {\displaystyle \sigma }. Важливими в термодинаміці та квантовій оптиці також є «змішані стани»; вони описуються додатним оператором класу сліду
{\textstyle \rho =\sum _{i}\rho _{i}|\psi _{i}\rangle \langle \psi _{i}|},

«статистичний оператор» або «матриця густини». Потім очікуване значення можна отримати як

| {\displaystyle \langle A\rangle _{\rho }=\operatorname {Trace} (\rho A)=\sum _{i}\rho _{i}\langle \psi _{i}\|A\|\psi _{i}\rangle =\sum _{i}\rho _{i}\langle A\rangle _{\psi _{i}}.} | \| \| \| \| \| \| \| \| | (5) |
| |                         |     |
| |                         |     |

## Загальне формулювання
У загальному випадку квантові стани {\displaystyle \sigma } описують додатними нормалізованими лінійними функціоналами на множині спостережуваних, які математично часто приймають за C*-алгебру. Очікуване значення {\displaystyle A} дається як

| {\displaystyle \langle A\rangle _{\sigma }=\sigma (A).} | \| \| \| \| \| \| \| \| | (6) |
|                                                         |                         |     |
|                                                         |                         |     |
Якщо алгебра спостережуваних діє незвідно в гільбертовому просторі, і якщо {\displaystyle \sigma } є «нормальним функціоналом», тобто неперервним у надслабкій топології, то її можна записати як{\displaystyle \sigma (\cdot )=\operatorname {Trace} (\rho \;\cdot )}з додатним оператором класу сліду {\displaystyle \rho } сліду 1. Це дає формулу (5) вище. У разі чистого стану {\displaystyle \rho =|\psi \rangle \langle \psi |} — це проєкція на одиничний вектор {\displaystyle \psi }. Тоді {\displaystyle \sigma =\langle \psi |\cdot \;\psi \rangle } дає формулу (1) вище.
Припускається, що {\displaystyle A} — самоспряжений оператор. У загальному випадку його спектр не буде ні повністю дискретним, ні повністю неперервним. Тим не менш, можна написати {\displaystyle A} в спектральному розкладі,{\displaystyle A=\int a\,dP(a)}за допомогою вимірюваної проєктором величини {\displaystyle P}. Для очікуваного значення {\displaystyle A} в чистому стані {\displaystyle \sigma =\langle \psi |\cdot \,\psi \rangle }, це означає{\displaystyle \langle A\rangle _{\sigma }=\int a\;d\langle \psi |P(a)\psi \rangle ,}який можна розглядати як узагальнення наведених вище формул (2) та (4).
У нерелятивістських теоріях скінченного числа частинок (нерелятивістська квантова механіка) аналізовані стани, як правило, є нормальними. Однак у інших галузях квантової теорії використовують також ненормальні стани: вони з'являються, наприклад, у вигляді стнів KMS у квантовій статистичній механіці нескінченно протяжних середовищ, і як заряджені стани в квантовій теорії поля.
У таких випадках очікуване значення визначають лише загальною формулою (6).

## Приклад у конфігураційному просторі
Як приклад розглянемо квантово-механічну частинку в одному просторовому вимірі у поданні конфігураційного простору. Тут гільбертовим простором {\displaystyle {\mathcal {H}}=L^{2}(\mathbb {R} )} є простір квадратично інтегрованих функцій на дійсній прямій. Вектори {\displaystyle \psi \in {\mathcal {H}}} представлені функціями {\displaystyle \psi (x)}, які називають хвильовими функціями. Скалярний добуток задється {\textstyle \langle \psi _{1}|\psi _{2}\rangle =\int \psi _{1}^{\ast }(x)\psi _{2}(x)\,dx}. Хвильові функції мають пряму інтерпретацію як розподіл імовірностей:{\displaystyle p(x)dx=\psi ^{*}(x)\psi (x)dx}дає ймовірність перебування частинки в нескінченно малому інтервалі довжини {\displaystyle dx} у якійсь точці {\displaystyle x}. Як спостережуване розглянемо оператор координати {\displaystyle Q}, що діє на хвильові функції {\displaystyle \psi } як{\displaystyle (Q\psi )(x)=x\psi (x).}Очікуване значення чи середнє значення вимірювань {\displaystyle Q}, виконаних на дуже великій кількості «ідентичних» незалежних систем, буде подано як{\displaystyle \langle Q\rangle _{\psi }=\langle \psi |Q|\psi \rangle =\int _{-\infty }^{\infty }\psi ^{\ast }(x)\,x\,\psi (x)\,dx=\int _{-\infty }^{\infty }x\,p(x)\,dx.}Очікуване значення існує тільки в тому випадку, якщо інтеграл збігається, що не стосується всіх векторів {\displaystyle \psi }. Це пов'язано з тим, що оператор координати необмежений, і {\displaystyle \psi } пот рібно вибрати з його області визначення.
У загальному випадку очікування будь-якого спостережуваного можна розрахувати замінивши {\displaystyle Q} відповідним оператором. Наприклад, для обчислення середнього імпульсу використовують оператор імпульсу «в конфігураційному просторі», {\textstyle P=-i\hbar \,{\frac {d}{dx}}}. Очевидно, його очікуване значення дорівнює{\displaystyle \langle P\rangle _{\psi }=-i\hbar \int _{-\infty }^{\infty }\psi ^{\ast }(x)\,{\frac {d\psi (x)}{dx}}\,dx.}Загалом, не всі оператори описують вимірні́ фізичні величини. Оператор, що має чисто дійсне очікуване значення, називають спостережуваним і його значення можна безпосередньо виміряти в експерименті.